# Звежин (Західнопоморське воєводство)
Звежин (пол. Zwierzyn) — село в Польщі, у гміні Хощно Хощенського повіту Західнопоморського воєводства.
Населення — 235 осіб (2011).
У 1975—1998 роках село належало до Гожовського воєводства.

## Демографія
Демографічна структура станом на 31 березня 2011 року:
|          | Загалом | Допрацездатний вік | Працездатний вік | Постпрацездатний вік |
| -------- | ------- | ------------------ | ---------------- | -------------------- |
| Чоловіки | 116     | 32                 | 73               | 11                   |
| Жінки    | 119     | 32                 | 61               | 26                   |
| Разом    | 235     | 64                 | 134              | 37                   |